# ニジネカムスク
座標: 北緯55度38分 東経51度49分 / 北緯55.633度 東経51.817度

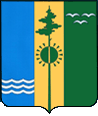
ニジネカムスクの紋章

ニジネカムスク（ロシア語: Нижнека́мск、ラテン文字表記の例: Nizhnekamsk）、あるいはトゥバン・カマ（タタール語: Түбән Кама, Tübän Kama）はロシアのタタールスタン共和国中部にある都市。人口は24万1479人（2021年）。
成立したのが1960年代という若い工業都市。「カマ川の下流の町」という名の通り、カマ川下流の左岸（南岸）に位置している。近くでヴャトカ川がカマ川に合流している。タタールスタンの首都カザンからは東へ240km。最寄りの町は、それぞれ25km離れたエラブガとママディシュ。カマ川上流方面の35km東に離れた場所にはナーベレジヌイェ・チェルヌイがある。
1989年の段階では、タタール人が46.5%、ロシア人が46.1%、チュヴァシ人が3.0%、ウクライナ人が1.0%、バシキール人が1.0%という民族構成になっている。

## 歴史

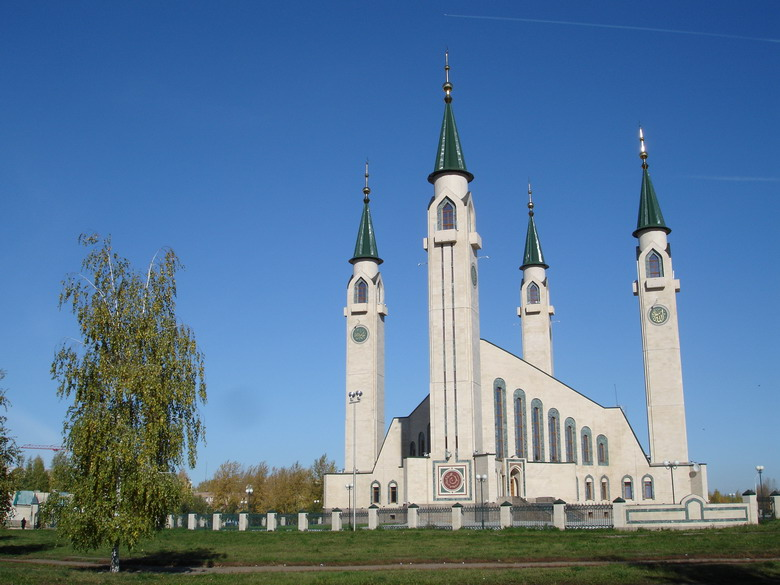
ニジネカムスクの中央モスク

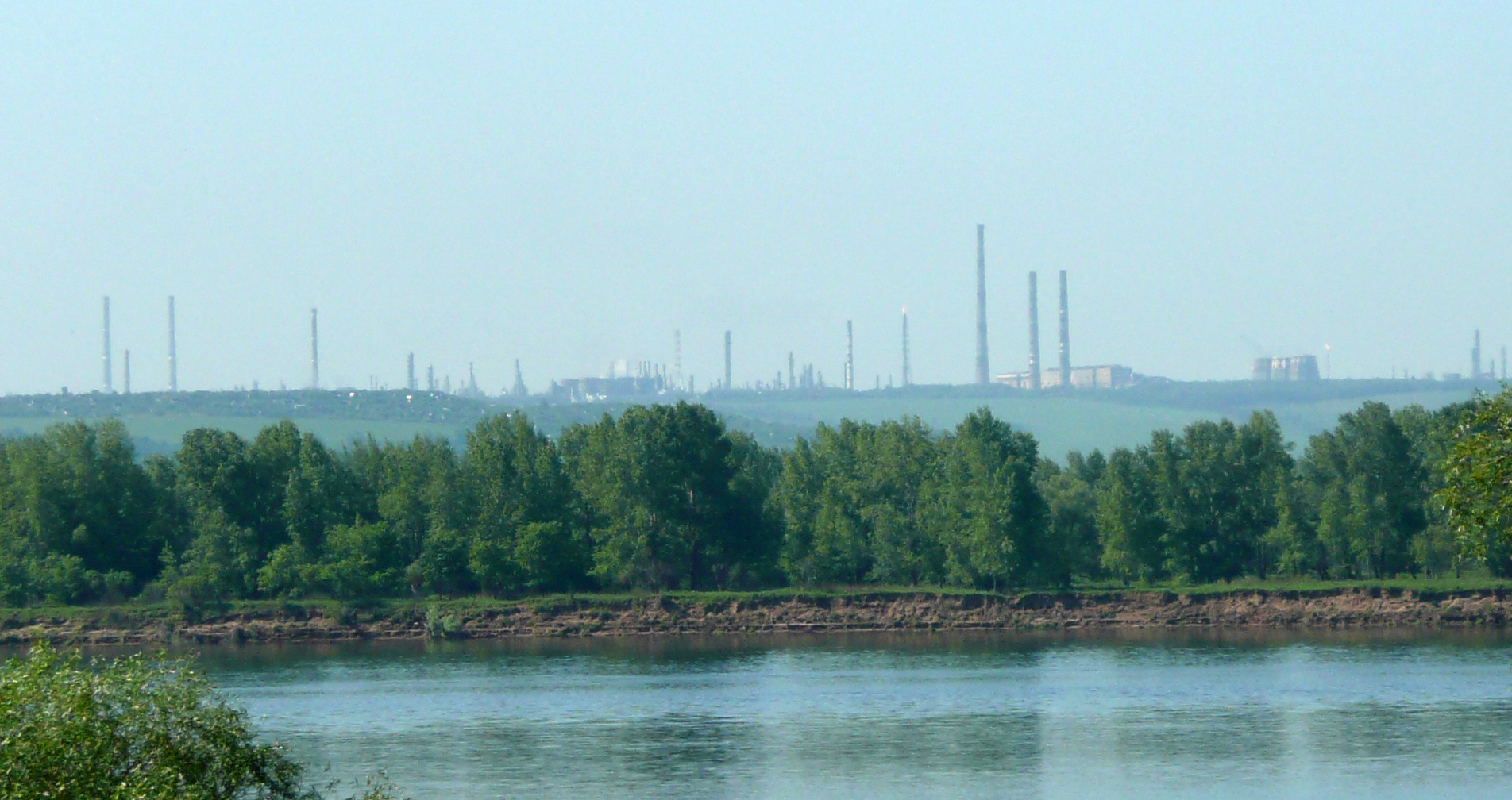
エラブガからニジネカムスクのコンビナートを遠望する

ニジネカムスクの町ができるきっかけは、1950年代末にソビエト連邦政府がタタールスタンの油田の原油を用いて欧州最大級の石油化学コンビナートを作ろうと構想したのがきっかけであった。1961年、カマ川下流のこの場所に大規模な石油精製所と石油化学コンビナートが建設される際、建設労働者のための集落としてニジネカムスキー労働者集落が作られた。ニジネカムスキー労働者集落は、1966年に市の地位を得てニジネカムスク市となった。コンビナートは1967年に完成し、工場労働者の流入により1970年代半ばに人口は10万人を超えている。
2024年4月2日、ウクライナが製油所を攻撃、施設の一部が爆発した。

## 産業・交通
ニジネカムスクは、タタールスタン共和国においては、首都カザンおよび自動車工業都市ナーベレジヌイェ・チェルヌイに次ぎ重要な産業都市であり、ロシアの石油精製の中心的な場所の一つとなっている。主な雇用主は、この街に本社を置く石油精製・石油化学製品製造大手のOAOニジネカムスクネフテヒム（Нижнекамскнефтехим）であり、そのほかにもいくつかの精製所、石油関連企業、自動車タイヤ工場、発電所2つなどの産業が集積する。
カマ川の河岸には河川港があり、鉄道やベギシェヴォ空港もある。市内交通は路面電車（ニジネカムスク市電）やバスなどがになう。
ニジネカムスクを本拠とするアイスホッケークラブにネフテヒミク・ニジネカムスク（Нефтехимик Нижнекамск）があり、コンチネンタル・ホッケー・リーグに所属している。ニジネカムスクは多くのアイスホッケーのプロ選手を輩出している。またFKネフテヒミク・ニジネカムスクというサッカークラブもある。